# Valerio Rolando Boesso
Valerio Rolando Boesso (Riva del Garda, 29 febbraio 1920 – Bolzano, 7 dicembre 2008) è stato un editore, imprenditore e politico italiano.

## Biografia
Nacque il 29 febbraio 1920 (ma i genitori lo registrarono ufficialmente il 1º marzo) a Riva del Garda, in una famiglia di artigiani (il padre era stuccatore).
A 16 anni cominciò a lavorare a bottega, ma nel novembre del 1937 si arruolò in Marina. L'8 settembre 1943 si trovava a Venezia, e fu costretto a fuggire per scampare ai rastrellamenti tedeschi. Venne comunque arrestato nel maggio del 1944, per essere poi liberato nell'agosto successivo. Divenne partigiano nella Brigata Eugenio Impera, di cui divenne caposquadra. A lui viene attribuito il merito di aver impedito che Riva del Garda venisse bombardata dagli anglo-americani.
Nell'immediato dopoguerra si trasferì a Bolzano. Con un gruppo di amici fondò il quotidiano Alto Adige, alla guida del quale restò per decenni prima come direttore amministrativo, poi come amministratore delegato fino al pensionamento nel 1986.
Negli anni sessanta Boesso cominciò ad impegnarsi in politica, con il Partito Repubblicano Italiano. Dal 1968 al 1983 fu consigliere comunale a Bolzano; nel 1983 fu eletto consigliere provinciale e del consiglio fu prima vicepresidente (dal 1984 al 1986) poi presidente (nella seconda parte di legislatura, fino al 1988).
Nel 1989 entrò nella giunta comunale di Bolzano, assessore al bilancio. Si ritirò poi dalla politica.
Nel 1986, appena andato in pensione dal giornale, Boesso aveva rilevato l'emittente televisiva Video Bolzano 33 (oggi Video 33), di cui fu editore fino alla sua scomparsa. Fu anche, dal 1998, il presidente del network di TV locali Italia 9 Network.